# برونو دروسی
برونو دروسی (انگلیسی: Bruno Dreossi؛ زادهٔ ۱ ژوئیهٔ ۱۹۶۴) قایقران کایاک، و قایقران کانو اهل ایتالیا است.
وی در مسابقات کشوری و بین‌المللی در مجموع برندهٔ ۱ مدال برنز شده‌است.